# Rogues en Vogue
Rogues en Vogue е тринадесетият студиен албум на германската хевиметъл банда Running wild, с над 500 000 продадени копия в целия свят.

## Списък на песните
1. Draw The Line – 4:11
2. Angel Of Mercy – 4:44
3. Skeleton Dance – 4:25
4. Skull & Bones – 6:23
5. Born Bad, Dying Worse – 4:17
6. Black Gold – 4:16
7. Soul Vampires – 3:53
8. Rogues En Vogue – 4:45
9. Winged & Feathered – 5:14
10. Dead Man's Road – 3:34
11. The War – 10:38
12. Cannonball Tongue (бонус) – 3:59
13. Libertalia (бонус) – 3:46

## Членове
- Rock'n'Rolf – вокал, китари
- Peter Pichl – бас
- Matthias Liebetruth – барабани